# Eciton burchellii
Eciton burchellii är en myrart som först beskrevs av John Obadiah Westwood 1842.  Eciton burchellii ingår i släktet Eciton och familjen myror.

## Underarter
Arten delas in i följande underarter:
- E. b. burchellii
- E. b. cupiens
- E. b. foreli
- E. b. parvispinum
- E. b. urichi

## Bildgalleri

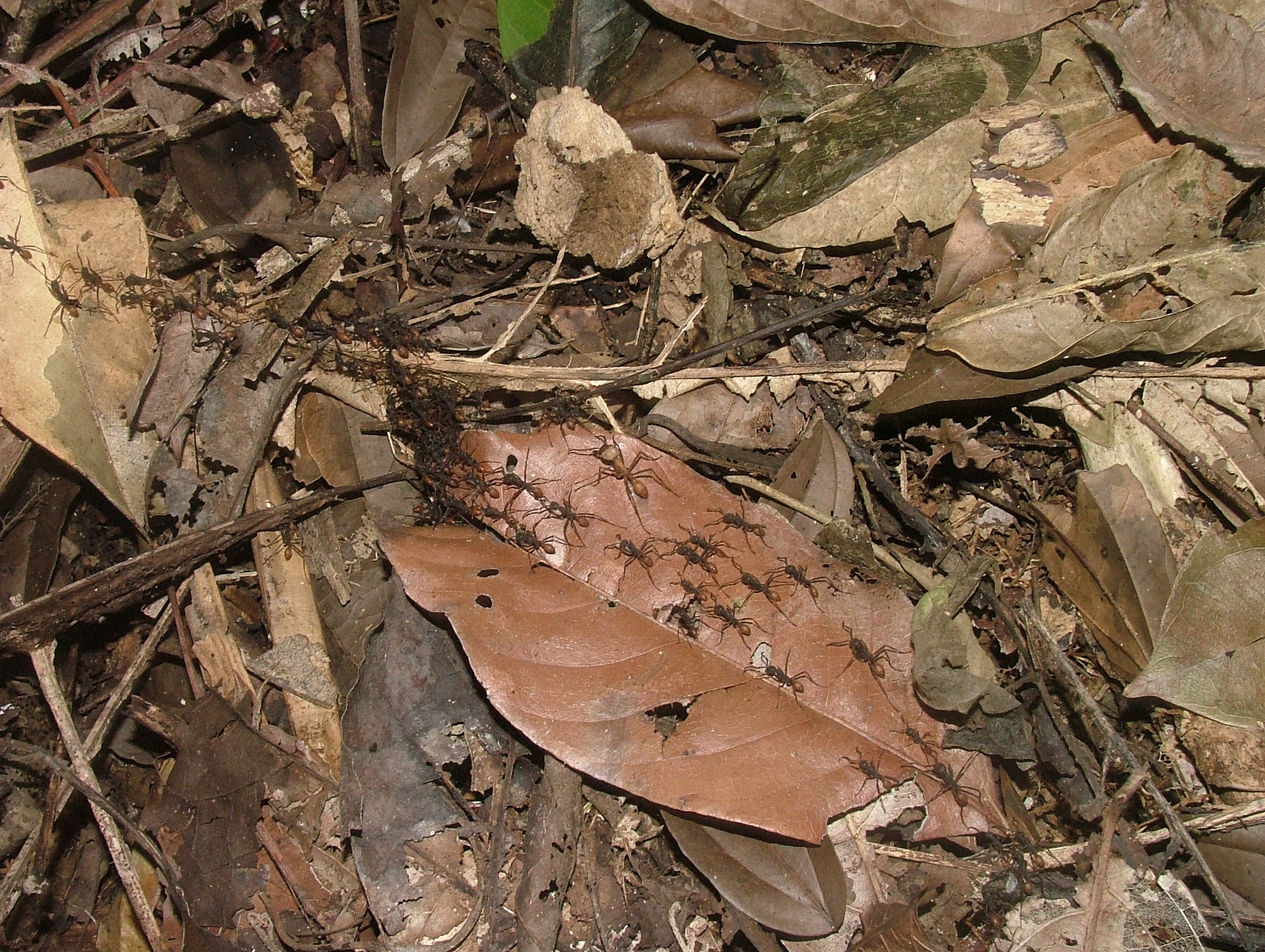